# 満月を忘れるな!
『満月を忘れるな!』（まんげつをわすれるな! Don't Forget Full-moon Nights!）は、風野潮作のライトノベル。『朝日中学生ウイークリー』にて1999年11月から2000年10月まで連載され、2003年には講談社YA!ENTERTAINMENTから第1巻が刊行された（全2巻）。書籍版は連載時から一部改稿が行われている。

## ストーリー
中学1年生の三池敏は、満月の晩になると猫に変身してしまうという特異体質だった。ある日、満月ではないのに猫耳になったりしっぽが生えてきたりと段々変身の仕方がおかしくなり、ついには猫の姿のまま戻れなくなってしまった。失踪した父親と同じ現象が起こったと母、静香は言う。

## 登場人物

### 三池家
三池敏（みいけ びん）
本作の主人公。生物部所属の中学生。遅刻の常習犯。満月になると珍しいオスの三毛猫に変身してしまう体質を持つ。
三池静香（みいけ しずか）
敏の母。小説家で、生活のためエロ小説を書いている。サバサバした性格で、昔大阪に住んでいたため関西弁で喋る。敏の実の母親だが、何故か敏は「静香さん」と呼んでいる。元々は夫・三池俊の弟子だったらしく、そのまま俊と結婚した。彼女自身は普通の人間だが、俊が猫になるという秘密を知ってなお、彼が戻れなくなって失踪した後もずっと愛し続けている。
三池俊（みいけ しゅん）
8年前に姿を消した敏の父で、静香の夫。著名な小説家だった。当初、敏は静香から死んだと聞かされていたが、実は猫になったまま戻れなくなり、元に戻る方法を探して姿を消したことが後に語られる。猫時の姿は敏と同じ三毛猫。
ジン
たびたび三池家にエサをもらって居着いていた半野良の黒猫。近所の野良猫たちの間ではボス的存在で、敏を父親のように気に掛けている。猫又の力が宿った「猫岳参りの赤手ぬぐい」の力で人間に姿を変えることができるようになり、今は三池家の家政夫になっている。静香と同じく大阪出身のため関西弁。人間の姿の時は若い美青年で「黒田ジン」と名乗り、静香の親戚ということで誤魔化している。

### 敏のクラスメイト
大沢真広（おおさわ まひろ）
中学1年生。敏の幼馴染で、動物病院の一人娘。一人称は「おれ」で、カトリシンゴ似の髪型をした男勝りな性格。
上野美和子（うえの みわこ）
中学1年生。美人で成績優秀だが、そのせいでクラスの女子からいじめに遭っていた。敏が好き。
杉本（すぎもと）
中学1年生。オカルト研究部部長。父の杉本靖史（- やすし）は超常現象研究家で、猫人の謎を解くため協力してくれるようになる。

### 音鼓島の人々
守屋のおばば様
不思議な力を持つ猫人の月守り巫女。音鼓島とその住人を巫女の力で守っていたが、高齢のため巫女の代を孫娘の月に譲ろうとしている。
守屋月（もりや つき）
月守り巫女の家系に生まれた少女。おばば様の代以降に守屋家に生まれた唯一の娘で、生まれた時から猫神様に仕える巫女となる運命を定められている。幼馴染のユキが気になっているが、巫女になる使命のため自分の気持ちに素直になることができない。
白井幸弘（しらい ゆきひろ）
あだ名はユキ。母親が音鼓島の外の人間だったため、猫人だが猫アレルギーを持って生まれてしまい、親を失ってからは島の中で疎外感を覚えている。絵がとても上手い。5年前に拾った「おやっさん」という名前のオスの三毛猫が心の拠り所で、おやっさんが「猫返りして記憶を失った三池俊」であることを当初認めようとしなかった。

## 用語
猫人（ねこびと）
猫になる力を持つ人たちのこと。猫人の男性は生まれてから12歳以降、満月の晩に必ず「障り夜（さわりや）」が起き、朝が来るまでの間は強制的に猫に変わってしまう。障り夜は女性には起こらず、猫人の女性は任意に猫になれる力を持つとされる。ルーツは猫又で、猫又と人間が結婚して生まれた子孫にその血が受け継がれている。
猫返り（ねこがえり）
猫人の男性に起こる、身体の一部分が猫になったり、完全な猫になったまま戻れなくなる現象。
ネコダマシ
漢字で書くと「猫魂」。猫人の体内に自然と溜まっていき、巫女の力などで定期的にネコダマシを抜かないと猫返りの原因となる。女性の方がネコダマシを多く持つとされる。
音鼓島（ねこじま）
琵琶湖にある島。猫人達がその正体を隠して暮らしており、閉鎖的な環境となっている。

## 既刊一覧
- 『満月を忘れるな!』 ISBN 4-06-212064-X / 2003年10月
- 『続・満月を忘れるな!』 ISBN 4-06-212390-8 / 2004年5月